# 睦村
睦村（むつみむら）は、千葉県千葉郡にかつて存在した村である。現在の千葉県八千代市の中北西部に位置している。

## 概要
- 1889年（明治22年）4月1日 - 町村制施行により桑納村、麦丸村、桑橋村、吉橋村、島田村、神久保村、小池村、真木野村、佐山村、平戸村および神保新田の一部（現・島田台）が合併して成立。村名は十か村合併による共同親睦を祈願するもの（瑞祥地名）[1]。
- 1954年（昭和29年）1月15日 - 大和田町と合併して八千代町が誕生したことにより消滅。